# Мексикано-суданские отношения
Мексикано-суданские отношения — двусторонние дипломатические отношения между Мексиканскими Соединенными Штатами и Республикой Судан. Обе страны являются членами ООН.

## История
Во время Второй французской интервенции в Мексику Мухаммед Саид-паша из Египта согласился отправить императору Наполеону III вспомогательный батальон из 447 египетско-суданских солдат в Мексику, поскольку считалось, что солдаты из Африки лучше «приспособятся» к жаре в Мексике. чем французы. В 1867 году 326 выживших солдат были отправлены во Францию, прежде чем вернуться в Судан.

## Дипломатические миссии
- Мексика аккредитована в Судане через свое посольство в Каире, Египет.[3]
- Судан не имеет посольства в Мексике.